# Ребик, Джуди
Джуди Ребик (англ. Judy Rebick, род. 15 августа 1945, Рино, Невада) — канадская писательница, журналистка, политическая активистка и феминистка.

## Ранние годы
Ребик родилась в Рино, штат Невада, и её семья переехала в Торонто, когда ей было 9 лет. Она стала социалистической активисткой в 1970-х годах, присоединившись к Революционной марксистской группе. Она была членом её преемницы, Революционной рабочей лиги, и писала статьи для газеты Лиги Socialist Voice, пока не покинула организацию в начале 1980-х годов.

## Карьера

### 1980-е годы
Впервые Ребик получила известность в 1980-х годах в качестве представителя Коалиции клиник по абортам Онтарио, группы, выступающей за право на аборт.
В 1983 году, когда мужчина напал на Генри Моргенталера с садовыми ножницами возле его клиники для абортов в Торонто, Ребик отразила атаку, и Моргенталер остался невредимым. Аугусто Дантасу было предъявлено обвинение в нападении и хранении оружия, опасного для общественного благополучия.
В середине 1980-х она стала активным членом внутренней группы Новой демократической партии Онтарио под названием «Кампания за активистскую партию». Хотя группа получила значительную поддержку широких масс, ей противостоял партийный истеблишмент, включая лидера партии Боба Рэя, и она потерпела неудачу. Ребик проиграла свою заявку на пост президента партии, проиграв Джиллиан Сандеман, которая получила 818 голосов против 361. На провинциальных выборах 1987 года она была кандидатом от Новой демократической партии Онтарио в пригороде Торонто Ориоле, где она заняла третье место с 16,7% голосов, проиграв действующему президенту, министру кабинета либералов Элинор Каплан.
Ребик также работала в Канадском обществе слуха в 1970-х и 1980-х годах в качестве директора специальных проектов.

### 1990-е годы
Ребик стала всемирно известной фигурой как президент Национального комитета действий по положению женщин с 1990 по 1993 год. В 1994–1998 годах она была соведущей дебатного шоу Face Off на канале CBC Newsworld в прайм-тайм, а затем до 2000 года женского дискуссионного шоу Straight From the Hip. Она была постоянным комментатором воскресного репортажа CBC TV и CBC Radio. В то время она также была обозревателем Elm Street, в газете The London Free Press и на CBC Online.

### 2000-е годы
Вместе с Джимом Стэнфордом, Свенном Робинсоном и Либби Дэвис она помогла возглавить «Инициативу новой политики», движение, которое работало как внутри, так и за пределами Новой демократической партии, чтобы переориентировать её в партию активистов. Платформа Инициативы была отклонена на съезде партии 2001 года в Виннипеге. Она инициировала ликвидацию Инициативы новой политики в 2003 году, заявив, что многие из её идеалов были приняты новым лидером партии Джеком Лейтоном.
В 2005 году она опубликовала книгу «Десять тысяч роз: создание феминистской революции», в которой рассказывается о феминистских движениях в Канаде с 1960-х по 1990-е годы. Она также опубликовала книгу «Преобразование власти: от личного к политическому» (2009). С 2002 по 2011 год она три срока подряд занимала должность заведующего кафедрой социальной справедливости и демократии в Университете Райерсона (ныне Столичный университет Торонто) в Торонто, Онтарио.
Ребик, несмотря на еврейское происхождение, приняла участие в протестах против военных действий Государства Израиль в конфликте в Газе в 2009 году.

### 2010–е — наст. время

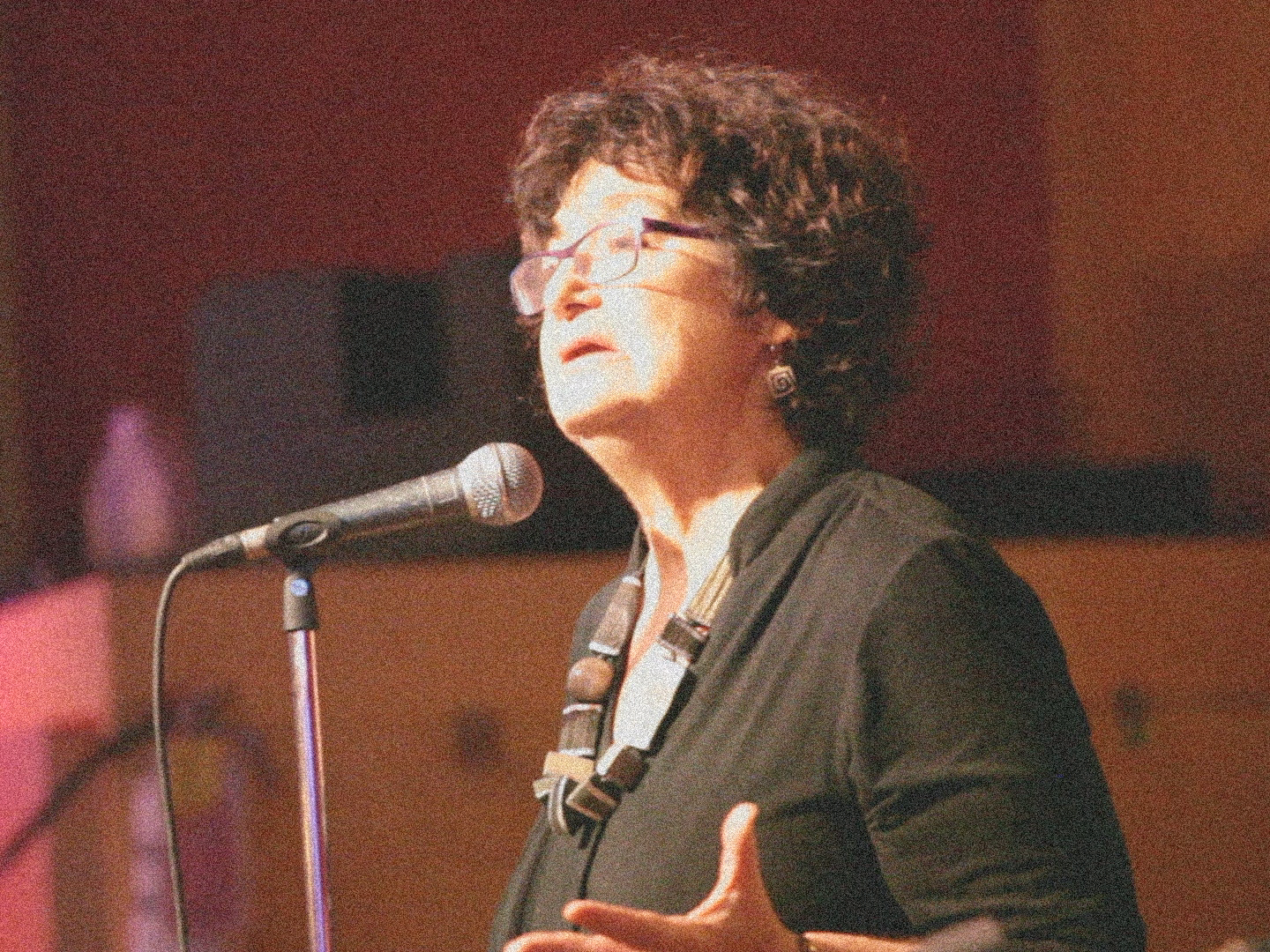
Ребик в фильме «Джуди против капитализма» 2020 года

После завершения саммита «Большой двадцатки» в Торонто в июне 2010 года Ребик предположила, что полиция не отреагировала должным образом на проблему протестующих «Чёрного блока», нанесших материальный ущерб, заявив тогда: «Что они могли бы сделать, так это арестовать «Чёрный блок» начиная с того момента, как у них появился шанс стать частью большей толпы, а они этого не сделали».
Ребик начала посещать лагеря Захвати Уолл-стрит, начиная с Зукотти-парка в Нью-Йорке 16 октября 2011 года, после того как движение в одночасье резко возросло и лагеря были созданы в городах по всей территории США и Канады. Она начала продвигать движение Occupy, и в марте 2012 года издательство Penguin Canada выпустило её книгу Occupy This.
Её мемуары «Герои в моей голове» вышли в 2018 году. Книга легла в основу документального фильма Майка Хулбума «Джуди против капитализма», вышедшего в 2020 году.
В марте 2022 года она была среди 151 международной феминистки, подписавшей «Феминистское сопротивление войне: манифест» в знак солидарности с Феминистским антивоенным сопротивлением, инициированным российскими феминистками после вторжения России в Украину.